# Ronde van Vlaanderen 1997/Startlijst
Onderstaand het deelnemersveld van de 81e Ronde van Vlaanderen verreden op 6 april 1997. Deze lijst behandelt de 94 renners die hebben uitgereden. De Deen Rolf Sørensen (Rabobank) kwam in Meerbeke als winnaar over de streep. De Italiaan Michele Bartoli (MG) droeg nummer één als titelverdediger. De renners werden gerangschikt naar uitslag en ploeg.

## Ploegen
| K = Kopman | DNF = Aantal renners niet uitgereden | Vb. = Nationale kampioen op de weg 1996 |

### Rabobank
Rolf Sørensen K 

 Léon van Bon 14E

 Erik Dekker 35E

 Arvis Piziks 39E

 Aart Vierhouten 44E

 Robbie McEwen 56E

DNF

DNF

### GAN
Frédéric Moncassin K 

 Henk Vogels 15E

 Cédric Vasseur 21E

 Stuart O'Grady 30E

 François Simon 51E

 François Lemarchand 55E

 Eros Poli 69E

DNF

### Mapei–GB
Franco Ballerini 

 Johan Museeuw   K 13E

 Carlo Bomans 22E

 Wilfried Peeters 24E

 Andrea Tafi 26E

 Bart Leysen 89E

DNF

DNF

### Lotto–Mobistar
Andrei Tchmil K 4E

 Jo Planckaert 8E

 Marc Wauters 28E

 Peter Farazijn 43E

 Ludwig Willems 73E

 Chris Peers 90E

DNF

DNF

### Scrigno–Gaerne
Davide Casarotto 5E

 Fabrizio Guidi 19E

 Massimo Apollonio 74E

DNF

DNF

DNF

DNF

DNF

### Asics–CGA
Claudio Chiappucci K 6E

 Carlo Marino Bianchi 40E

 Maurizio Molinari 49E

 Mario Chiesa 75E

 Federico Colonna 91E

DNF

DNF

DNF

### MG Maglificio–Technogym
Michele Bartoli K 7E

 Dario Nicoletti 45E

 Nicola Loda 65E

DNF

DNF

DNF

DNF

DNF

### TVM–Farm Frites
Peter Van Petegem K 9E

 Johan Capiot 17E

 Maarten den Bakker  32E

 Tristan Hoffman 34E

 Servais Knaven 53E

 Hendrik Van Dyck 82E

DNF

DNF

### US Postal Service
Vjatsjeslav Jekimov 10E

 George Hincapie K 23E

 Peter Meinert-Nielsen 61E

DNF

DNF

DNF

DNF

DNF

### La Française des Jeux
Maximilian Sciandri 11E

 Christophe Mengin 33E

 Frédéric Guesdon 72E

DNF

DNF

DNF

DNF

DNF

### Telekom
Steffen Wesemann 12E

 Rolf Aldag 18E

 Erik Zabel K 36E

 Frank Corvers 63E

 Bert Dietz 78E

 Brian Holm 83E

 Kai Hundertmarck 84E

DNF

### Festina–Lotus
Bruno Boscardin 16E

 Jaime Hernández Bertrán 47E

 Sébastien Medan 87E

 Emmanuel Magnien 93E

DNF

DNF

DNF

DNF

### Refin–Mobilvetta
Jürgen Werner 20E

 Marco Lietti 76E

DNF

DNF

DNF

DNF

DNF

DNF

### Saeco–Estro
Paolo Fornaciari 25E

 Giuseppe Calcaterra 38E

 Mario Scirea 41E

DNF

DNF

DNF

DNF

DNF

### Roslotto–ZG Mobili
Dmitri Konysjev K 27E

 Paolo Savoldelli 31E

 Oleksandr Hontsjenkov 79E

 Pavel Padrnos 81E

DNF

DNF

DNF

DNF

### Casino
Rolf Järmann 29E

 Lauri Aus 52E

 Stéphane Barthe 92E

DNF

DNF

DNF

DNF

DNF

### Team Polti
Serhi Oesjakov 37E

 Rossano Brasi 46E

 Dirk Baldinger 62E

 Fabio Sacchi 64E

 Axel Merckx 68E

DNF

DNF

DNF

### Cofidis
Frankie Andreu 42E

 Christophe Capelle 57E

 Maurizio Fondriest 60E

 Bruno Thibout 66E

 Laurent Desbiens 85E

DNF

DNF

DNF

### ONCE
Melchor Mauri 48E

 Herminio Díaz Zabala 70E

 Alex Zülle 77E

 Laurent Jalabert K 80E

DNF

DNF

DNF

DNF

### Batik–Del Monte
Andrea Brognara 50E

 Bruno Cenghialta 71E

DNF

DNF

DNF

DNF

DNF

DNF

### Vlaanderen 2002–Eddy Merckx
Mario Aerts 54E

 Geert Verheyen 59E

 Kurt Van Lancker 94E

DNF

DNF

DNF

DNF

DNF

### Palmans–Lystex
Hans De Clercq 58E

 Danny Daelman 88E

DNF

DNF

DNF

DNF

DNF

DNF

### Collstrop
Frank Høj 67E

 Tom Desmet 86E

DNF

DNF

DNF

DNF

DNF

DNF

## Afbeeldingen

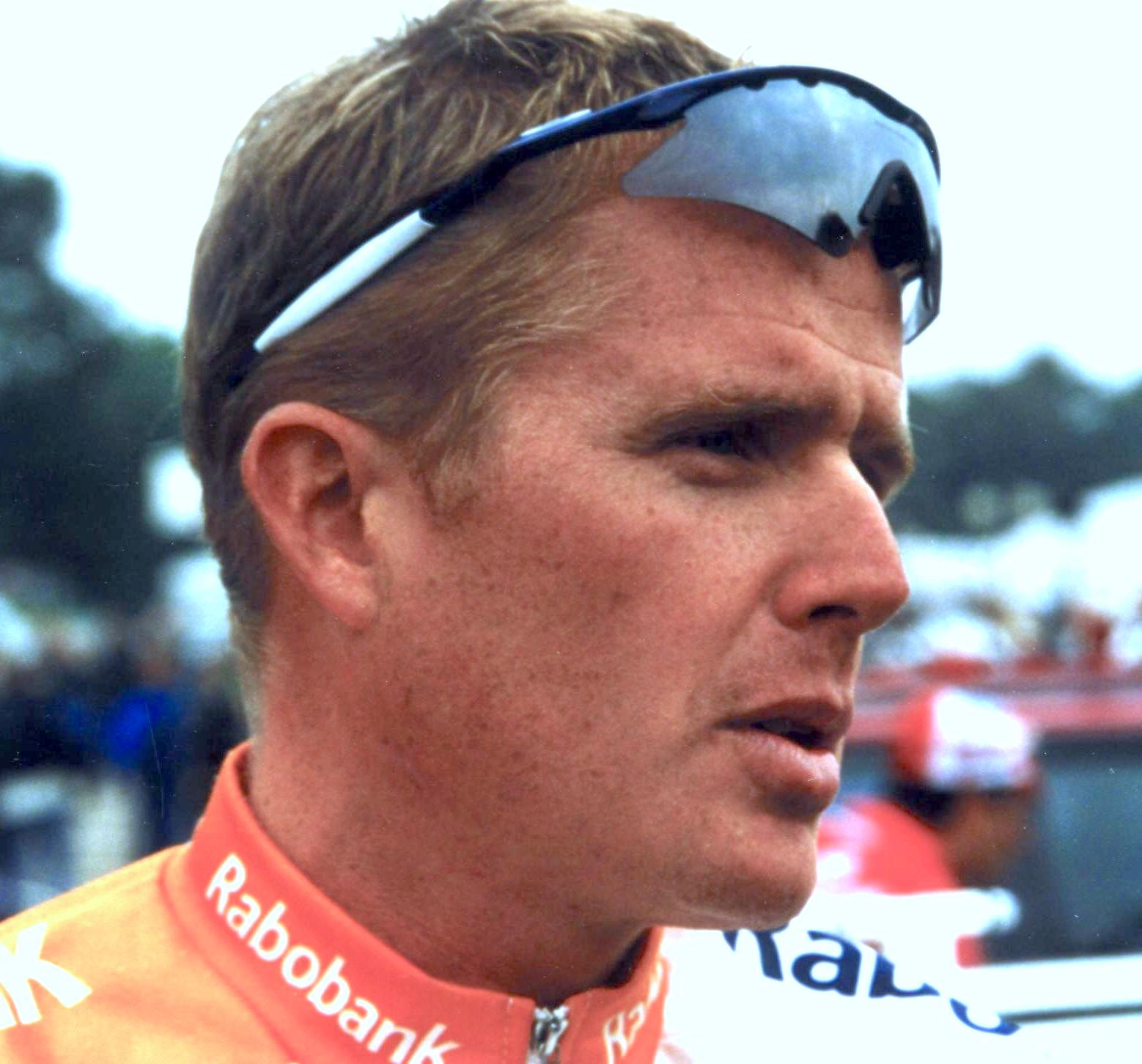
Rolf Sørensen
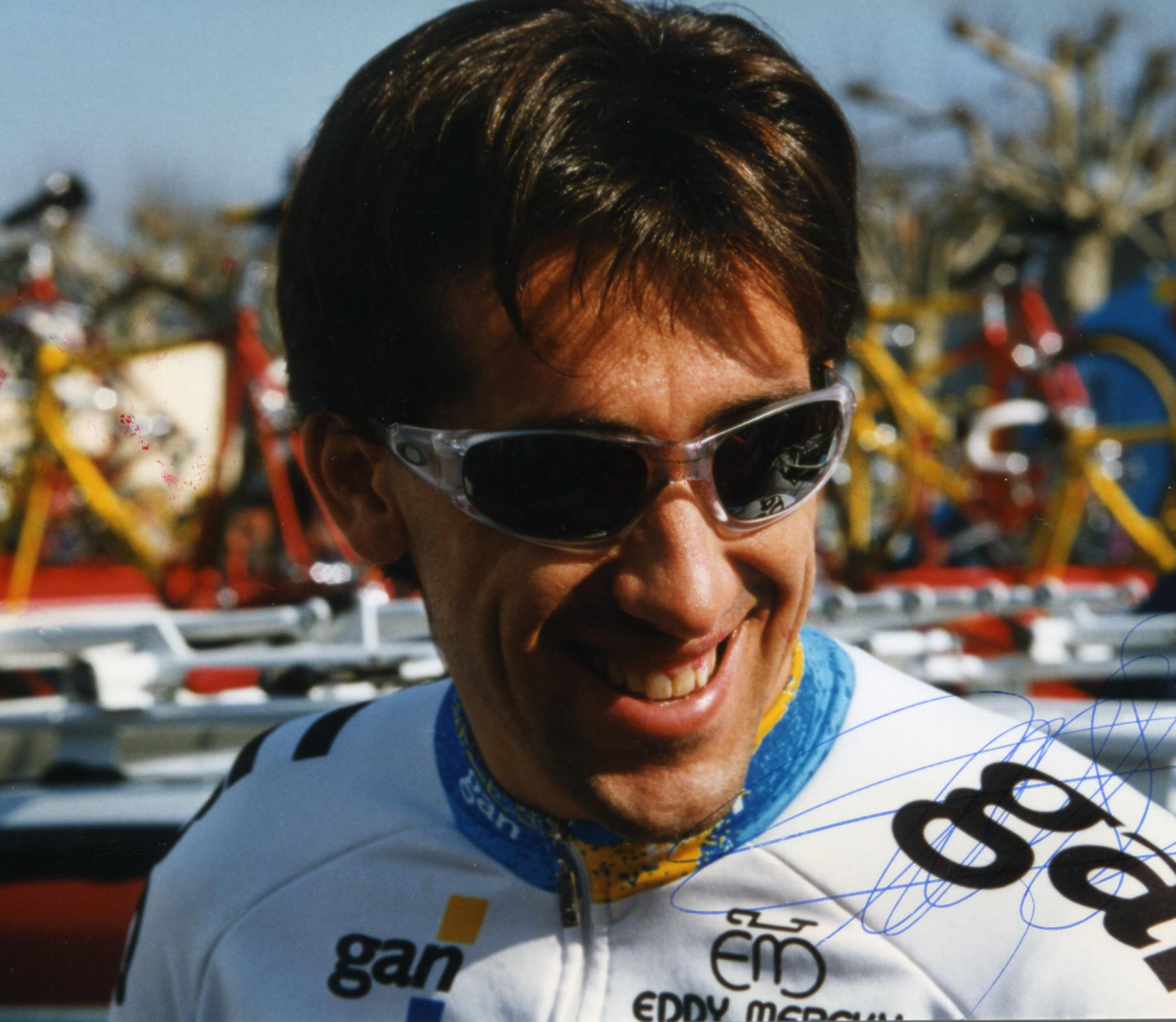
Frédéric Moncassin
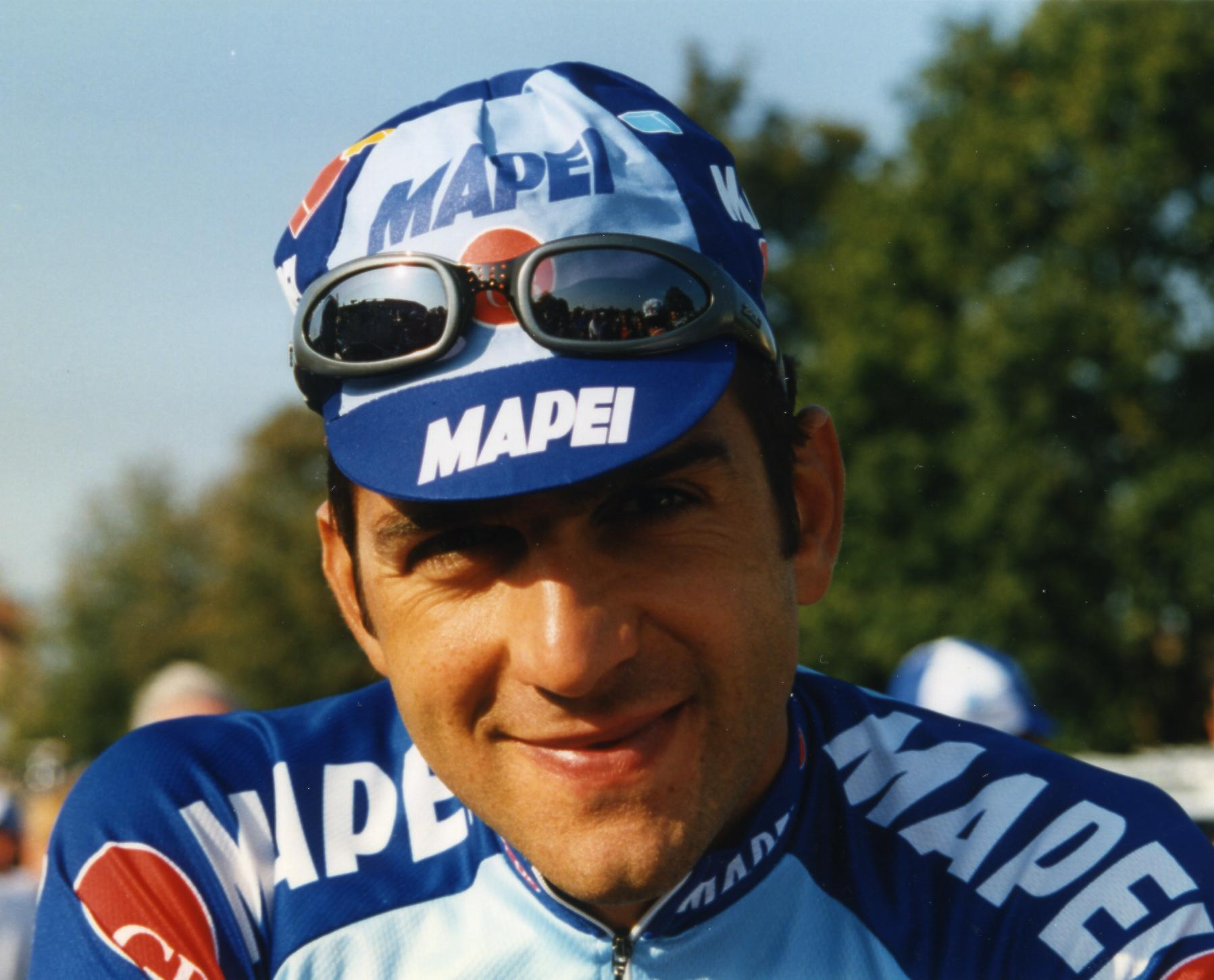
Franco Ballerini
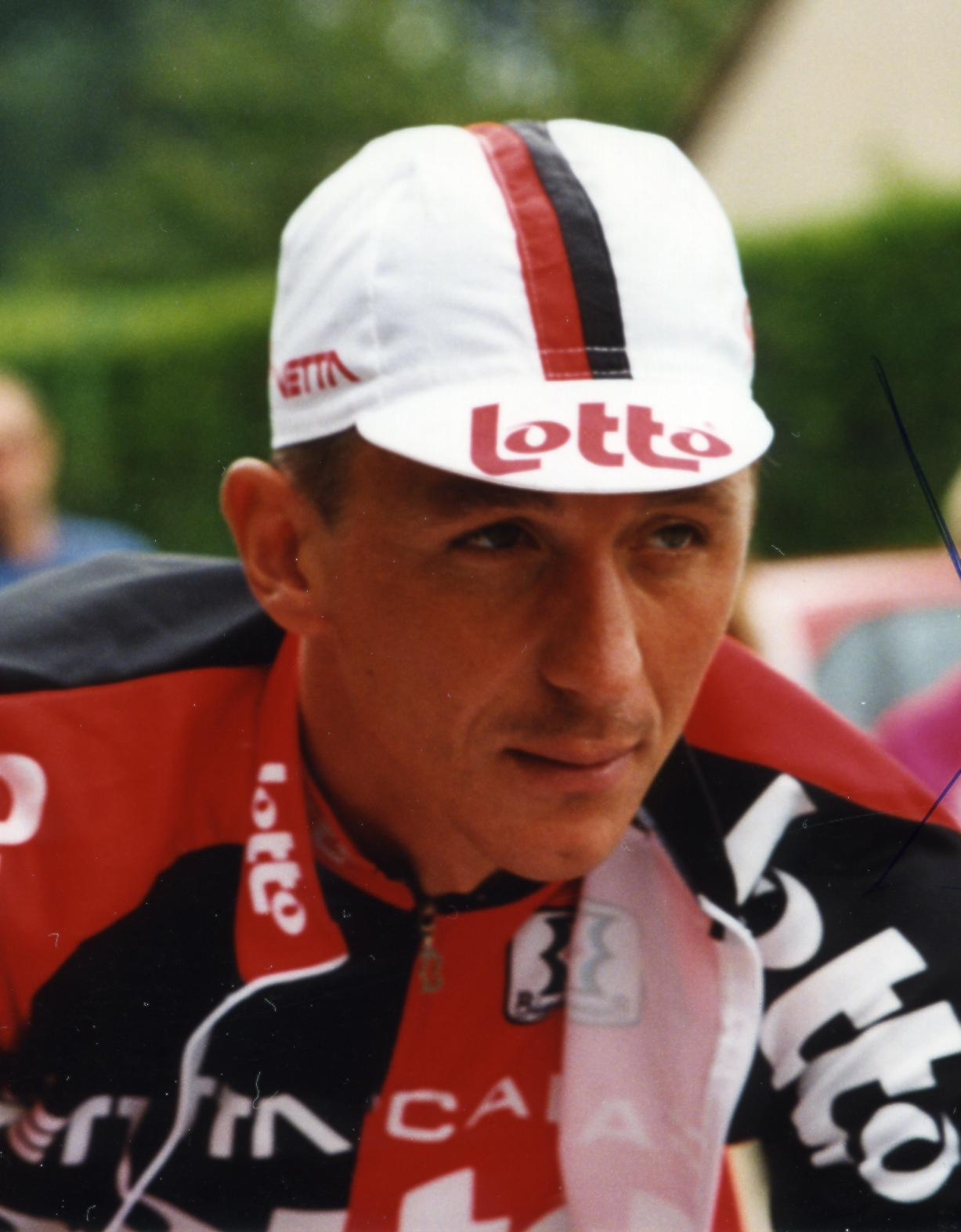
Andrei Tchmil
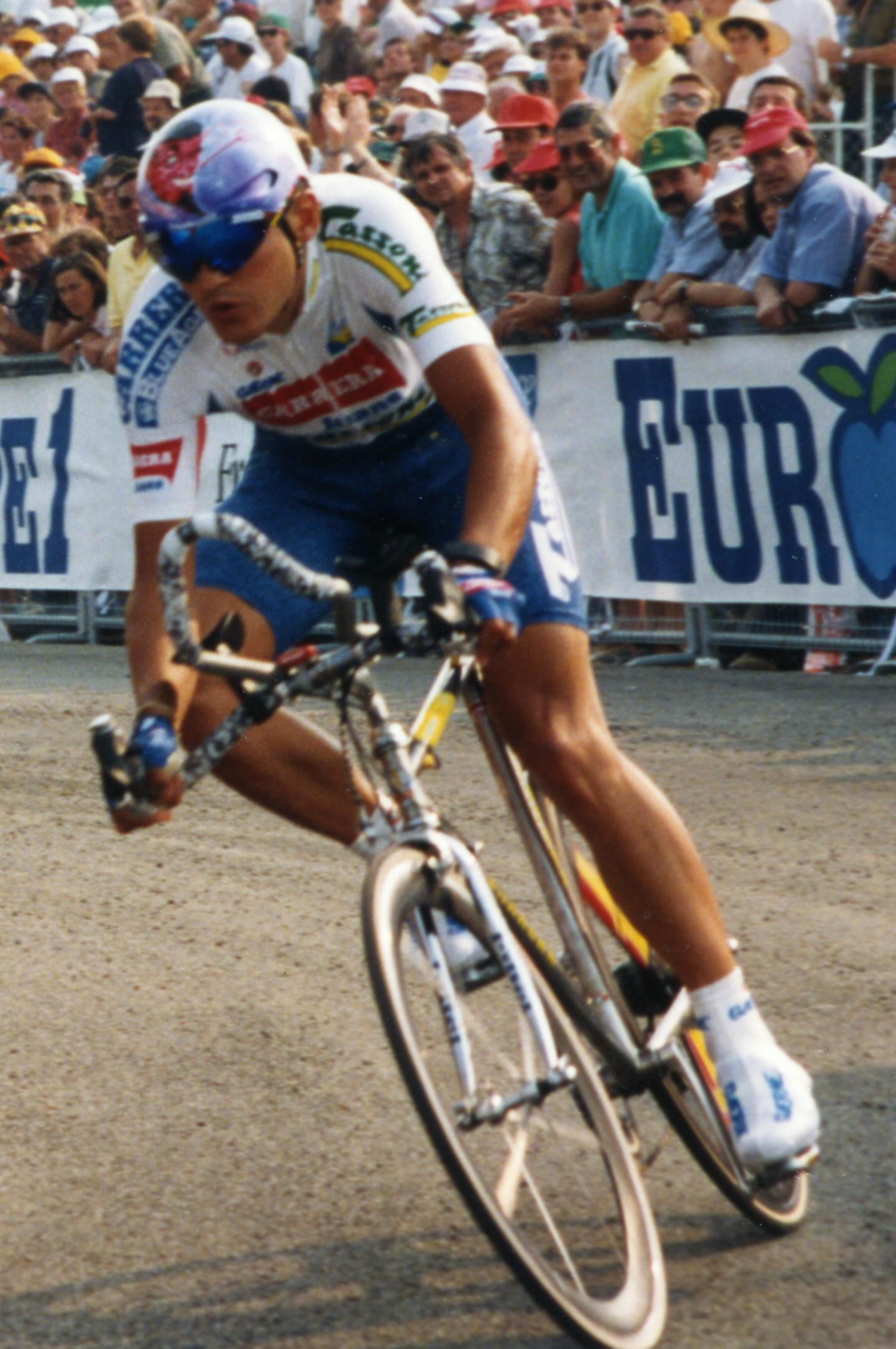
Claudio Chiappucci
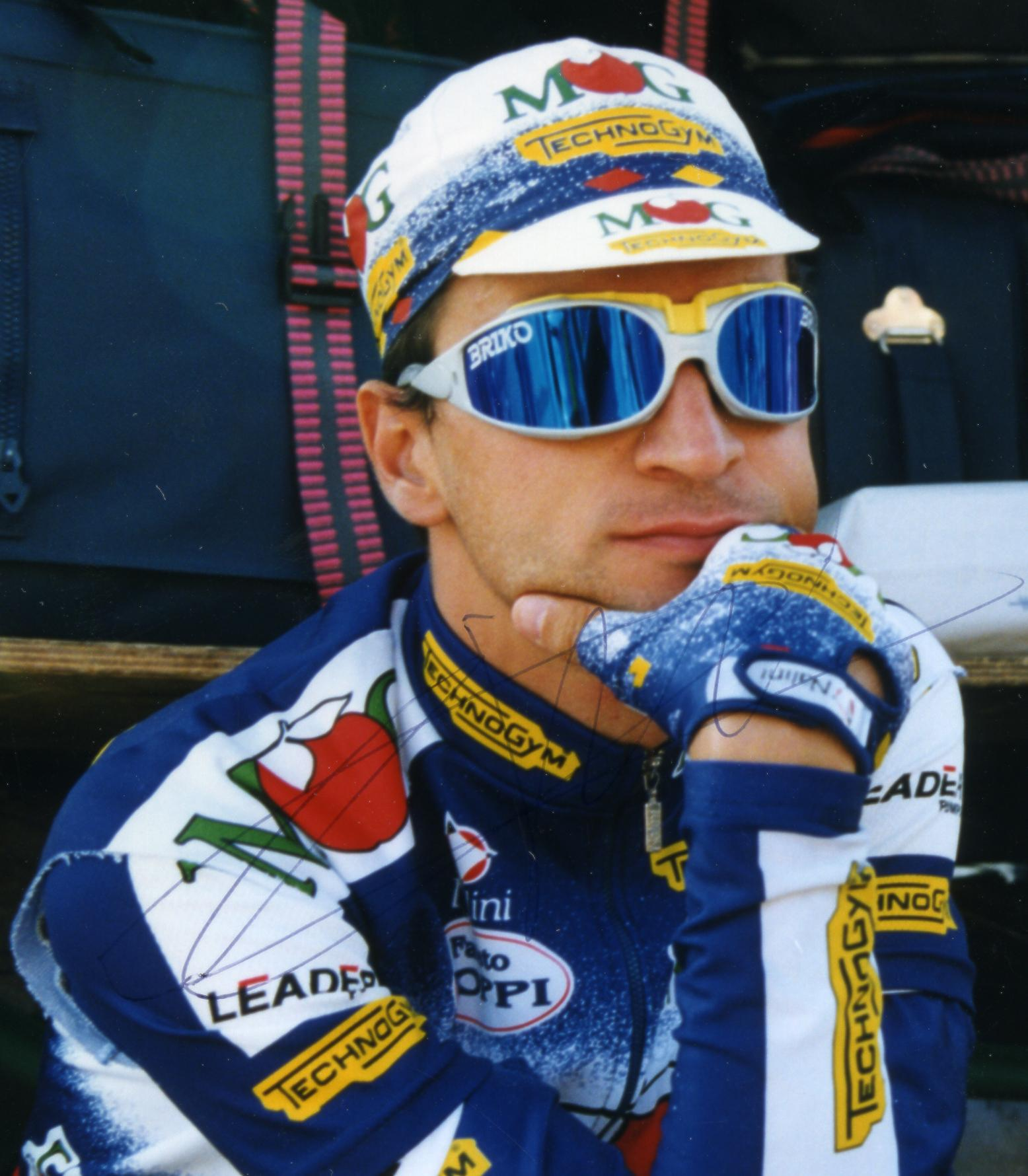
Michele Bartoli
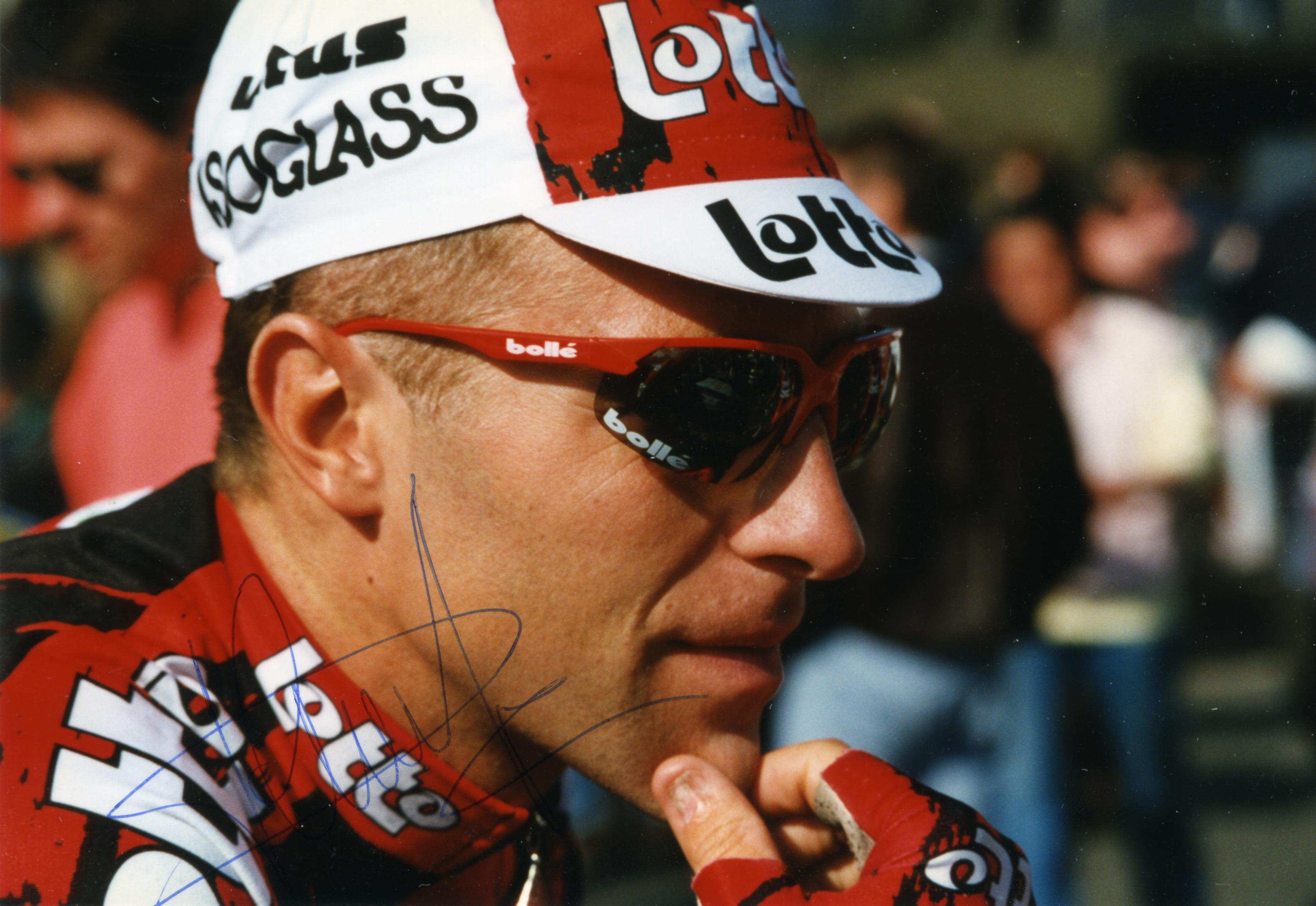
Jo Planckaert
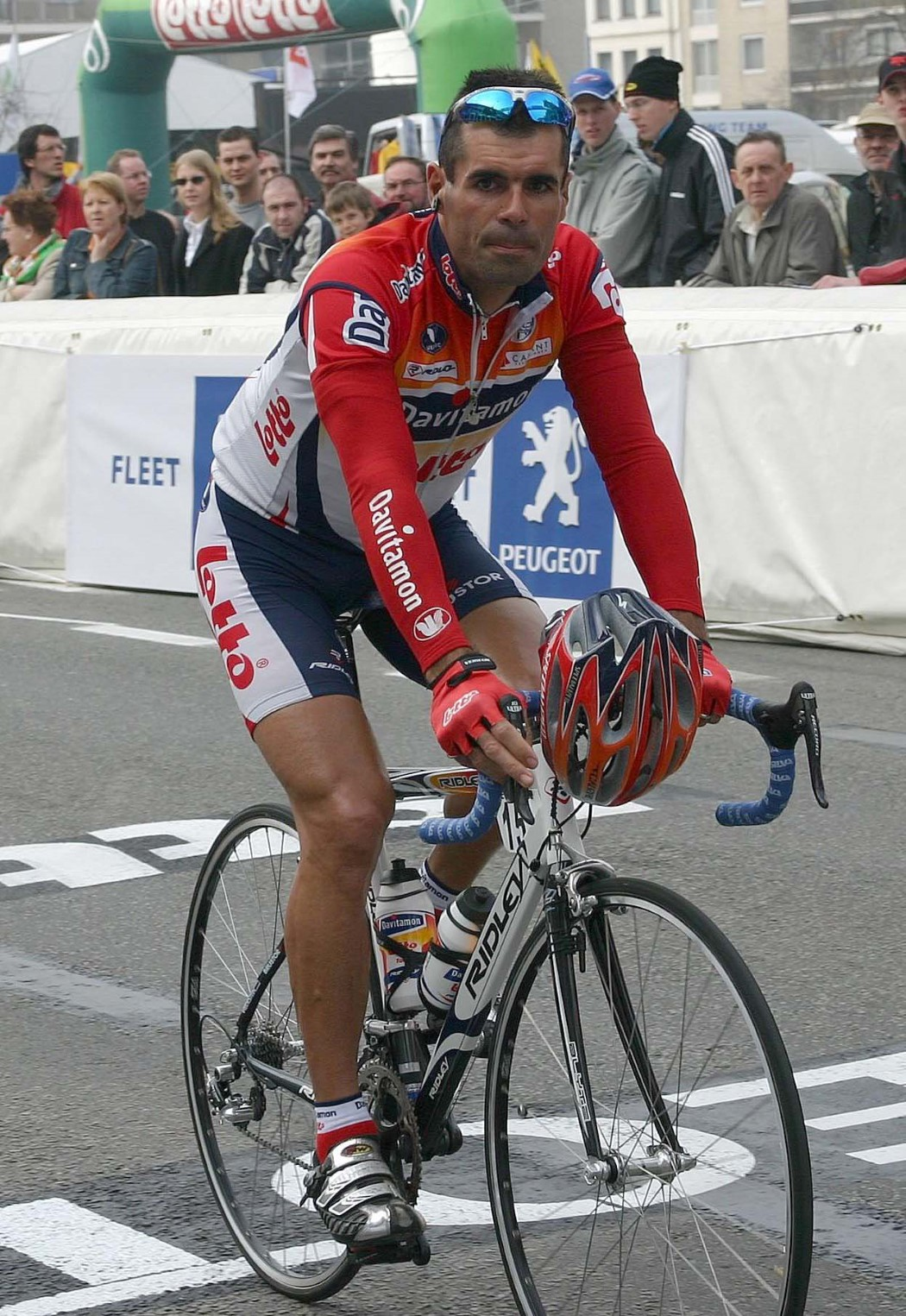
Peter Van Petegem
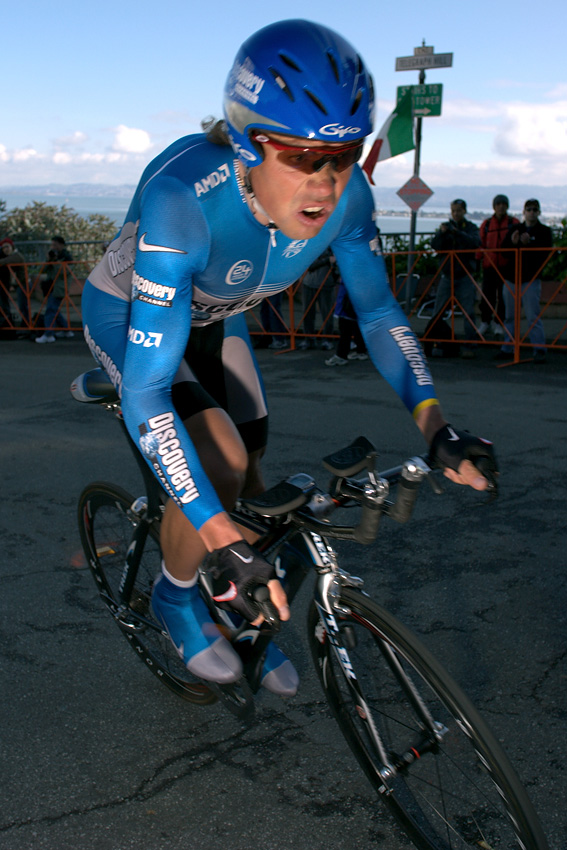
Vjatsjeslav Jekimov
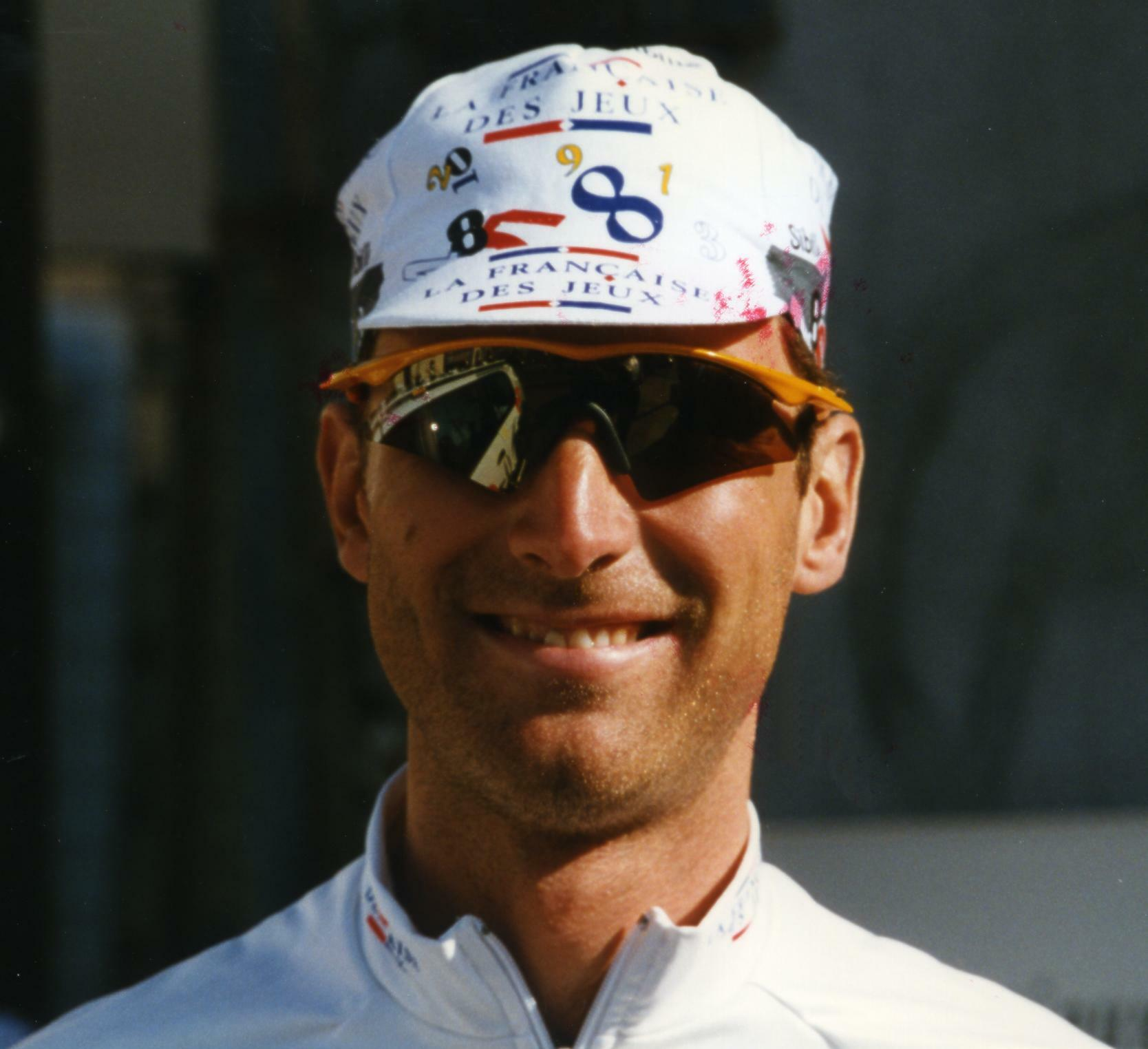
Maximilian Sciandri

1913 · 
1914 · 
1915 · 
1916 · 
1917 · 
1918 · 
1919 · 
1920 · 
1921 · 
1922 · 
1923 · 
1924 · 
1925 · 
1926 · 
1927 · 
1928 · 
1929 · 
1930 · 
1931 · 
1932 · 
1933 · 
1934 · 
1935 · 
1936 · 
1937 · 
1938 · 
1939 · 
1940 · 
1941 · 
1942 · 
1943 · 
1944 · 
1945 · 
1946 · 
1947 · 
1948 · 
1949 · 
1950 · 
1951 · 
1952 · 
1953 · 
1954 · 
1955 · 
1956 · 
1957 · 
1958 · 
1959 · 
1960 · 
1961 · 
1962 · 
1963 · 
1964 · 
1965 · 
1966 · 
1967 · 
1968 · 
1969 · 
1970 · 
1971 · 
1972 · 
1973 · 
1974 · 
1975 · 
1976 · 
1977 · 
1978 · 
1979 · 
1980 · 
1981 · 
1982 · 
1983 · 
1984 · 
1985 · 
1986 · 
1987 · 
1988 · 
1989 · 
1990 · 
1991 · 
1992 · 
1993 · 
1994 · 
1995 · 
1996 · 
1997 · 
1998 · 
1999 · 
2000 · 
2001 · 
2002 · 
2003 · 
2004 · 
2005 · 
2006 · 
2007 · 
2008 · 
2009 · 
2010 · 
2011 · 
2012 · 
2013 · 
2014 · 
2015 · 
2016 · 
2017 · 
2018 · 
2019 · 
2020 · 
2021 · 
2022 · 
2023 · 
2024
Lijst van beklimmingen